# Kiss Lajos (kajakozó)
Kiss Lajos (Miskolc, 1934. május 22. –  2014. augusztus 31.) olimpiai bronzérmes, világbajnoki ezüstérmes magyar kajakozó.
A Diósgyőri VTK egykori versenyzője legjobb eredményét az 1956-os Melbourne-i olimpián érte el. Olimpiai bronzérmét K–1 1000 méteren nyerte, de tagja volt az 1958-as prágai világbajnokságon ezüstérmes 4 × 500 méteres váltónak is.

## Karrierje
Egy nyitott csónakkal, úgynevezett szandolinnal és egy kajakos lapáttal kezdte a Sajón, ahol minden portyakajakot lehagyott. A diósgyőriek akkori edzője, Kolozsvári István hívta, így került a DVTK kajakszakosztályába.
80 éves születésnapján így emlékezett vissza:
"Apám meghalt a háborúban, anyánk a három fiút igen nehéz körülmények között nevelte. A kajakozási lehetőség egy kis színt vitt a családunk kemény életébe(...)
Mivel dongalábbal születtem, eleve hátrányos helyzetben voltam, hiszen nekem többet kellett produkálnom, ezért amolyan "güzü" módjára hajtottam. Szerencsére a nagybátyám be tudott ajánlani a Diósgyőri Gépgyárba lakatos inasnak, ahol ingyen ebédet és még fizetést is kaptam. (...)
Majd átmehettem a Lenin Kohászati Művekbe, ahol később műszerészként is végezhettem" - mesélte a Miskolchoz közeli Tiszalucon élő idős sportember, aki 1951-ben már Budapesten is versenyezhetett.
"A Margit-szigeten az Építők kölcsönhajójában rajtolva sikerült győznöm. Hazatérve azonnal kaptam egy nagyon gyors kajakot és négy óra munkaidő kedvezményt" - mesélte el 2014-ben 80. születésnapján.
Mivel 1955-ben és 1956-ban is ő nyerte K-1 1000 méteren a bajnokságot, ott lehetett a melbourne-i olimpián, ahol bronzérmes lett. A párosban való szereplés lehetőségét azonban nem kapta meg, s a szólóban kiérdemelt harmadik hellyel sem volt maradéktalanul elégedett.
Kiss Lajos 2006 óta súlyos betegségekkel küzdött, három lábujját amputálni kellett, s azóta járni is alig tudott.